# Планински тапир
Планинският тапир (Tapirus pinchaque) е сред най-едрите от четирите вида съвременни тапири. Този вид има няколко различни названия. Индианците от Андите на езика кечуа го наричат Сача Хуагра, а някои изследователи използват за този вид названието вълнест тапир, а също и гигантски тапир.

## Ареал
Планинският тапир, както е видно от наименованието му, се среща в планинските райони на Южна Америка и по-точно в Андите. За разлика от своите братовчеди, които живеят в низинните части на екваториалните гори, планинският тапир обитава високопланински райони с надморска височина между 1800 и 4000 метра. Разпространен е на териториите на 5 страни: Венецуела, Колумбия, Еквадор, Перу и Боливия. Обитава влажните източни склонове на Андите.

## Размери
В някои източници е посочено, че планинският тапир е най-едрият вид от род тапири и най-едрият бозайник в Южна Америка. В други обаче се твърди, че този вид е по-дребен от Централноамериканският вид. Съществуват и трети, според които другият вид от Южна Америка бразилският тапир надминава по размери и двата горепосочени вида. Причина за подобно разминаване е, че и трите вида са приблизително еднакви на размери.
Все пак планинският тапир се счита за най-едрия вид. Възрастните индивиди достигат дължина 270 см, височина 90 - 110 см и тегло 420 - 570 кг. За рекорден по размери се смята един планински тапир от Еквадор, който е тежал 711 кг.

## Начин на живот
Планинският тапир се храни основно с листа и треви в ниските части на планинските гори. Тъй като поясът на екваториалните дъждовни гори се простира до 3000 метра надм. височина, менюто на този вид наподобява на това при тапирите от низините. Този вид обаче се среща и на по-голяма надморска височина и на над 3500 метра се храни предимно с треви и листата на по-ниските лобелии. В Еквадор този вид може да се срещне и на 4500 метра надм. височина. Планинският тапир е приспособен към суровите условия във високите части на Андите, където годишните температурни амплитуди са малки, но денонощните са големи. За разлика от него другите видове тапири живеят изцяло при горещ тропически климат.

## Застрашен от изчезване
Планинският тапир е едно от най-редките животни на нашата планета. Тъй като по традиция планинските райони на Андите са по-гъстонаселени от низините, навлизането в ареала на този планински гигант става все по-осезаемо заради нарастването на населението в региона. Няма данни колко точно наброяват тези животни, но е сигурно, че броят им е доста малък. Понастоящем за сравнително стабилна се определя популацията на планинските тапири в Перу, Боливия и Еквадор. Популацията от Колумбия обаче е на прага на изчезване и наброява едва 1600 животни в цялата страна. Планинският тапир е поставен в световната червена книга на защитените видове.